# Fußball-Weltmeisterschaft 1978/Iran
Dieser Artikel behandelt die iranische Fußballnationalmannschaft bei der Fußball-Weltmeisterschaft 1978 in Argentinien.

## Qualifikation

### Erste Runde
| Land          | Sp. | S | U | N | Tore | Pkt. |
| ------------- | --- | - | - | - | ---- | ---- |
| Iran          | 4   | 4 | 0 | 0 | 8:0  | 8    |
| Saudi-Arabien | 4   | 1 | 0 | 3 | 3:7  | 2    |
| Syrien        | 4   | 1 | 0 | 3 | 2:6  | 2    |

| 07. Januar 1977 | Saudi-Arabien | 0:3                          | Iran | Al Mallaz Stadion, Riad, Saudi-Arabien |
| 07. Januar 1977 |               | Mazloomi 16. 78. Rowshan 62. |      | Al Mallaz Stadion, Riad, Saudi-Arabien |

| 28. Januar 1977 | Syrien | 0:1        | Iran | Abbasiden-Stadion, Damaskus, Syrien |
| 28. Januar 1977 |        | Parvin 56. |      | Abbasiden-Stadion, Damaskus, Syrien |

| 06. April 1977 | Iran | 2:0 | Syrien | Tajgozari Stadion, Schiras, Iran |
| 06. April 1977 |      |     |        | Tajgozari Stadion, Schiras, Iran |

| 22. April 1977 | Iran                    | 2:0 | Saudi-Arabien | Tajgozari Stadion, Schiras, Iran |
| 22. April 1977 | Yousefi 10. Sharifi 84. |     |               | Tajgozari Stadion, Schiras, Iran |

Besonderheiten:
- Das Rückspiel zwischen der Auswahl Irans und der syrischen Nationalmannschaft findet nicht statt, da Syrien sich kurzfristig zurückzieht; die FIFA wertet es mit 2:0 für Iran
- Iran gewinnt alle Spiele zu Null

### Zweite Runde
| Land       | Sp. | S | U | N | Tore  | Pkt. |
| ---------- | --- | - | - | - | ----- | ---- |
| Iran       | 8   | 6 | 2 | 0 | 12:30 | 14   |
| Südkorea   | 8   | 3 | 4 | 1 | 12:80 | 10   |
| Kuwait     | 8   | 4 | 1 | 3 | 13:80 | 09   |
| Australien | 8   | 3 | 1 | 4 | 11:80 | 07   |
| Hongkong   | 8   | 0 | 0 | 8 | 05:26 | 0    |

| 19. Juni 1977 | Hongkong | 0:2                     | Iran | National Stadion, Hongkong, Hongkong |
| 19. Juni 1977 |          | Kazerani 22. Jahani 77. |      | National Stadion, Hongkong, Hongkong |

| 03. Juli 1977 | Südkorea | 0:0 | Iran | Busan Stadion, Busan, Südkorea |
| 03. Juli 1977 |          |     |      | Busan Stadion, Busan, Südkorea |

| 14. August 1977 | Australien | 0:1         | Iran | Olympic Park Stadion, Melbourne, Australien |
| 14. August 1977 |            | Rowshan 22. |      | Olympic Park Stadion, Melbourne, Australien |

| 28. Oktober 1977 | Iran       | 1:0 | Kuwait | Aryamehr Stadion, Teheran, Iran |
| 28. Oktober 1977 | Jahani 48. |     |        | Aryamehr Stadion, Teheran, Iran |

| 11. November 1977 | Iran         | 2:2 | Südkorea          | Aryamehr Stadion, Teheran, Iran |
| 11. November 1977 | Rowshan (2×) |     | Young Moo 28. 88. | Aryamehr Stadion, Teheran, Iran |

| 18. November 1977 | Iran                       | 3:0 | Hongkong | Aryamehr Stadion, Teheran, Iran |
| 18. November 1977 | Jahani 3. 35. Kazerani 19. |     |          | Aryamehr Stadion, Teheran, Iran |

| 25. November 1977 | Iran       | 1:0 | Australien | Aryamehr Stadion, Teheran, Iran |
| 25. November 1977 | Jahani 44. |     |            | Aryamehr Stadion, Teheran, Iran |

| 02. Dezember 1977 | Kuwait         | 1:2 | Iran                   | Al Kuwait Club Stadion, Kuwait, Kuwait |
| 02. Dezember 1977 | Al Dukhail 14. |     | Fariba 48. Khabiri 59. | Al Kuwait Club Stadion, Kuwait, Kuwait |

Iran qualifiziert sich erstmals für eine Fußball-Weltmeisterschaft.
Besonderheiten:
- Iran wird seiner Favoritenrolle gerecht: Nur ein Jahr nach dem Gewinn der dritten Fußball-Asienmeisterschaft (1968, 1972, 1976) in Folge, qualifiziert sich die Mannschaft für die WM 1978 in Argentinien.
- Starke Abwehr: Iran kassiert in 12 Spielen nur drei Gegentreffer.
- Starke Stürmer: Hassan Rowshan (4), Ghafour Jahani (4), Gholam Hossein Mazloomi (1) und Behtash Fariba (1) schießen 10 von insgesamt 18 Toren.
- Iran spielt neunmal zu Null.
- Nachdem Iran in der Qualifikation zur WM 1974 in Deutschland an Australien scheiterte, gewinnt die Team Melli beide Spiele gegen den Vertreter Ozeaniens.
- Heshmat Mohajerani gegen den ehemaligen Weltmeister-Trainer Mário Zagallo: 2:0 für Mohajerani, der mit Iran zweimal die Auswahl Kuwaits schlägt.
- Iran gegen Kuwait (II.): Im letzten Spiel der Iraner gegen Kuwait in Kuwait stellt Mohajerani die komplette U19-Auswahl Irans auf und gewinnt es trotzdem mit 2:1, wobei Khabiri ein sehenswerter Treffer, ein Distanzschuss aus ca. 18 Metern, gelingt.
- Landesweit wird der Erfolg der Team Melli frenetisch gefeiert, wobei die Hauptstadt Teheran einem Tollhaus gleicht.

## WM 1978

### Kader
| Nummer / Name | Nummer / Name                   | Damaliger Verein   | Geburtstag  | Sp.      | Tor      | Rot      | Gelb     |
| Torhüter      | Torhüter                        | Torhüter           | Torhüter    | Torhüter | Torhüter | Torhüter | Torhüter |
| ------------- | ------------------------------- | ------------------ | ----------- | -------- | -------- | -------- | -------- |
| 1             | Nasser Hejazi                   | Shahbaz F.C.       | 14.12.1949  | 3        | 0        | 0        | 0        |
| 22            | Mohammad Reza Rasoul Korbekandi | Zob Ahan Isfahan   | 27.01.1953  | 0        | 0        | 0        | 0        |
| 12            | Bahram Mavaddat                 | Sepahan Isfahan    | 30.01.1950  | 0        | 0        | 0        | 0        |
| Abwehr        |                                 |                    |             |          |          |          |          |
| 5             | Javad Allahvardi                | Persepolis Teheran | 16.07.1954  | 1        | 0        | 0        | 0        |
| 15            | Andranik Eskandarian            | Taj Teheran        | 31.12.1951  | 2        | 0        | 0        | 2        |
| 11            | Ali Reza Gheshghayan            | Bargh Schiras      | 27.02.1954  | 0        | 0        | 0        | 0        |
| 21            | Hossein Kazerani                | Pas Teheran        | 13.04.1947  | 3        | 0        | 0        | 0        |
| 14            | Hassan Nazari                   | Taj Teheran        | 19.08.1955  | 3        | 0        | 0        | 1        |
| 19            | Ali Shojaei                     | Sepahan Isfahan    | 23.03.1953  | 0        | 0        | 0        | 0        |
| 20            | Nasrollah Abdollahi             | Shahbaz F.C.       | 02.09.1951  | 3        | 0        | 0        | 0        |
| Mittelfeld    |                                 |                    |             |          |          |          |          |
| 4             | Majid Bishkar                   | Rastakhiz F.C.     | 06.08.1956  | 0        | 0        | 0        | 0        |
| 2             | Iraj Danaeifard                 | Taj Teheran        | 19.03.1951  | 2        | 1        | 0        | 0        |
| 8             | Ebrahim Ghasempour              | Shahbaz F.C.       | 24.08.1956  | 3        | 0        | 0        | 0        |
| 6             | Hassan Nayebagha                | Homa F.C.          | 17.09.1950  | 2        | 0        | 0        | 0        |
| 7             | Ali Parvin                      | Persepolis Teheran | 12.10.1946  | 3        | 0        | 0        | 0        |
| 9             | Mohammad Sadeghi                | Pas Teheran        | 17.03.1951  | 3        | 0        | 0        | 0        |
| Angriff       |                                 |                    |             |          |          |          |          |
| 18            | Hossein Faraki                  | Pas Teheran        | 19.04.1956  | 3        | 0        | 0        | 0        |
| 3             | Behtash Fariba                  | Pas Teheran        | 11.02.1955  | 1        | 0        | 0        | 0        |
| 17            | Ghafour Jahani                  | Malavan Anzali     | 18.06.1950  | 3        | 0        | 0        | 0        |
| 16            | Nasser Nouraei                  | Homa F.C.          | 09.07.1956  | 0        | 0        | 0        | 0        |
| 10            | Hassan Rowshan                  | Taj Teheran        | 02.06.1955  | 3        | 1        | 0        | 0        |
| 13            | Hamid-Majd Tajmouri             | Shahbaz F.C.       | 03.06.1953  | 0        | 0        | 0        | 0        |
| Trainer       |                                 |                    |             |          |          |          |          |
|               | Heshmat Mohajerani              |                    | Januar 1936 |          |          |          |          |

### Spiele
Details siehe Fußball-Weltmeisterschaft 1978/Gruppe 4
| Land        | Sp. | S | U | N | Tore | Pkt. |
| ----------- | --- | - | - | - | ---- | ---- |
| Peru        | 3   | 2 | 1 | 0 | 7:2  | 5    |
| Niederlande | 3   | 1 | 1 | 1 | 5:3  | 3    |
| Schottland  | 3   | 1 | 1 | 1 | 5:6  | 3    |
| Iran        | 3   | 0 | 1 | 2 | 2:8  | 1    |

 Niederlande –  Iran 3:0 (1:0)
Datum: Samstag, 3. Juni 1978, 16:45 Uhr (MESZ)

Stadion: Estadio Ciudad de Mendoza (Mendoza)

Zuschauer: 43.080

Schiedsrichter: Alfonso González Archundía 
 Niederlande:

Jongbloed – Krol , Rijsbergen, Suurbier – Jansen, Haan, R. van de Kerkhof (70. Nanninga), W. van de Kerkhof, Neeskens – Rensenbrink   , Rep
 Iran:

Hejazi – Nazari, Kazerani, Abdollahi, Eskandarian  – Parvin , Ghasempour, Sadeghi, Nayebagha  – Jahani, Faraki (51. Rowshan)
Tore:
- 1:0 Rensenbrink (40., Elfmeter)
- 2:0 Rensenbrink (62., R. van de Kerkhof)
- 3:0 Rensenbrink (79., Elfmeter)

Spielbericht
 Iran –  Schottland 1:1 (0:1)
Datum: Mittwoch, 7. Juni 1978, 16:45 Uhr (MESZ)

Stadion: Estadio Olímpico Chateau Carreras (Córdoba)

Zuschauer: 8.000

Schiedsrichter: Youssou N’Diaye 
 Iran:

Hejazi – Nazari, Kazerani, Abdollahi, Eskandarian   – Parvin , Ghasempour, Sadeghi, Danaeifard  (89. Nayebagha) – Jahani, Faraki (83. Rowshan)
 Schottland:

Rough – Jardine, Donachie, Buchan (56. Forsyth), Burns – Hartford, Gemmill  – Dalglish (74. Harper), Jordan, Macari, Robertson
Tore:
- 0:1 Eskandarian (43., Eigentor)
- 1:1 Danaeifard (60., Linksschuss)

Spielbericht
 Peru –  Iran 4:1 (3:1)
Datum: Sonntag, 11. Juni 1978, 16:45 Uhr (MESZ)

Stadion: Estadio Olímpico Chateau Carreras (Córdoba)

Zuschauer: 21.000

Schiedsrichter: Alojzy Jarguz 
 Peru:

Quiroga – Duarte, Manzo (68. Leguia), Cumpitaz , Diaz – Velásquez, Muñante, Cueto, Cubillas – Oblitas, La Rosa (60. Sotil)
 Iran:

Hejazi –  Nazari , Kazerani, Abdollahi, Allahvardi  –  Parvin , Ghasempour, Sadeghi, Danaeifard – Faraki (52. Jahani), Rowshan  (66. Fariba)
Tore:
- 1:0 Velásquez (2., Muñante)
- 2:0 Cubillas (36., Elfmeter)
- 3:0 Cubillas (39., Elfmeter)
- 3:1 Rowshan (41.)
- 4:1 Cubillas (79.)

Spielbericht
Für Iran ist das Turnier nach der Vorrunde beendet.
Besonderheiten:
- Iraj Danaeifar schießt das allererste Tor für Iran bei einer Endrunde
- Iran sorgt mit dem 1:1 gegen Schottland für eine Überraschung
- Andranik Eskandarian spielt eine schwache WM: Zwei gelbe Karten, ein Eigentor und ein verschuldeter Elfmeter